# Приче о души
Приче о души је збирка прича Лепосаве Мијушковић које су прикупљене из часописа и објављене у форми књиге 1996. године у издању Радничке штампе из Београда. Књигу су приредили Добрица Милићевић и Живорад Ђорђевић. Друго издање објавила је издавачка кућа No rules из Београда 2021. године.

## О књизи
Иако су написане на почетку 20. века приче у збирци Приче о души данас би се могле сврстати у квир књижевност, литературу која се бави ЛГБТ+ темама и мотивима. Писане су и објављиване у традиционалној, патријархалној Србији на прелазу 19. и 20. века, које је и Јован Скерлић, као један од најутицајнијих, и најстрожих књижевних критичара тога времена, хвалио због „јаке личности и сасвим оригиналног талента”.
Лепосава Мијушковић је стварала у време зачетка феминизма на балканским просторима, и због специфичног положаја које су жене имале у Србији током њене историје и занемаривање књижевности коју су стварале, њени многобројни текстови су или остајали у рукопису или су објављени искључиво у периодици. У форми књиге приче су објављене тек кдеценијама касније.
Лепосавине приче су како је Скерлић текао, радови са ретким и оригиналним осећањима, пуни интимности и болне осетљивости, који откривају "јако развијену самосталну личност и сасвим оригиналан таленат".

## Приче
За живота ауторка је објавила четири приче. Приповедање је у форми исповести, а три од четири објављене приче су написане у првом лицу. Прича о души са вечитом чежњом написана је у трећем лицу. У њој је главни јунак мушкарац за разлику од остале три где је жена главни јунак. У свим причама акценат је на интимним драмама јунака, које кулминирају крахом личности због трагичне љубави.
Збирка Приче о души садржи следеће приче:
- Утисци живота
- Близу смрти
- Болна љубав
- Прича о души са вечитом чежњом
- (Без наслова)
- Земљи
- Мисли